# Досон
Досон (гал. Dozón, ісп. Dozón) — муніципалітет в Іспанії, у складі автономної спільноти Галісія, у провінції Понтеведра. Населення — 1827 осіб (2009).
Муніципалітет розташований на відстані близько 430 км на північний захід від Мадрида, 55 км на схід від Понтеведри.

## Демографія
Динаміка населення (INE ):

## Галерея зображень

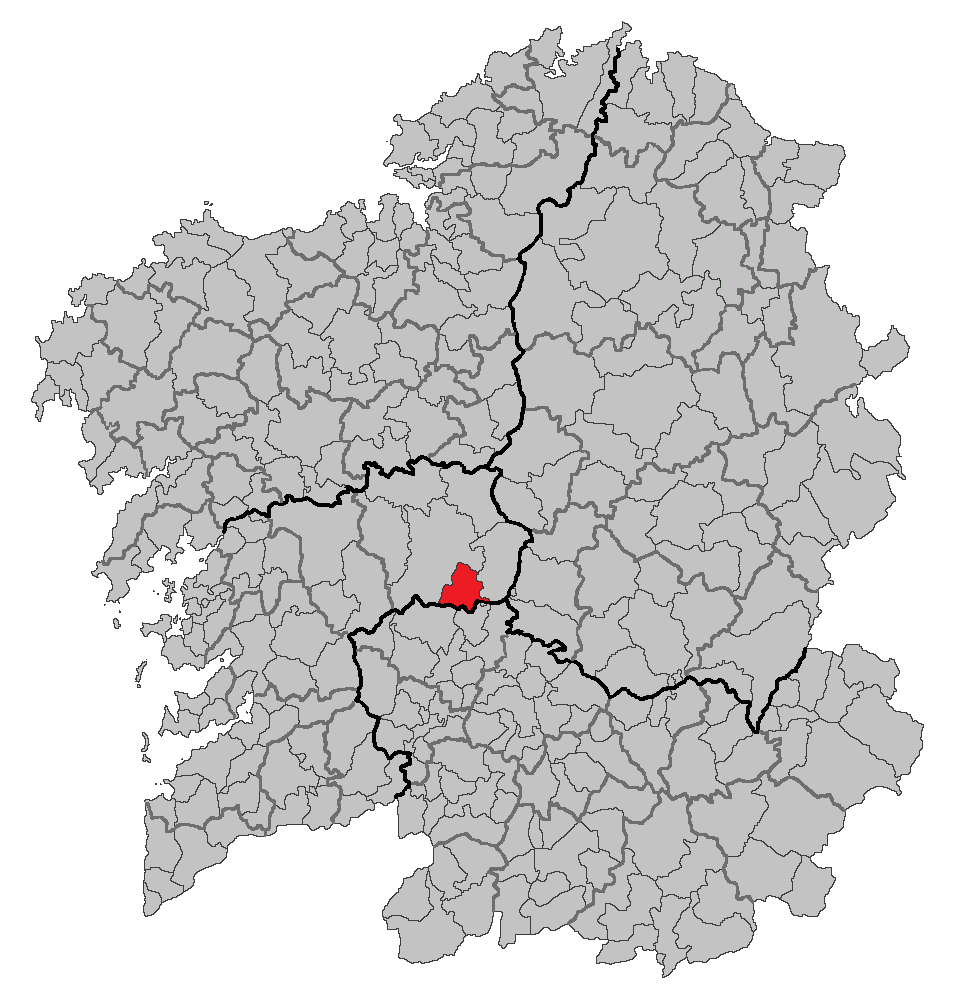
Розташування муніципалітету